# Carassius
Carassius es un género de peces cipriniformes de la familia Cyprinidae. Son peces de agua dulce distribuidos originalmente en el este de Asia aunque hoy en día se encuentran distribuidos en una amplia gama de hábitats acuáticos a nivel mundial, debido a su introducción en muchas regiones fuera de su área de distribución natural, especialmente en Europa.
Las especies de Carassius se caracterizan por su adaptabilidad a diferentes entornos acuáticos, la mayoría de las especies son comúnmente denominadas carpas crucianas, si bien esta denominación a menudo hace referencia específica a la especie C. carassius que es una de las más comunes en su distribución original.. La especie más conocida es el pez dorado (C. auratus). 

## Historia
En la antigua China, varias especies de carpas (colectivamente conocidas como «carpas asiáticas») fueron  domesticadas y han sido criadas como  pescado para consumo humano por miles de años. En el caso del carpín dorado (Carassius auratus), que normalmente es de coloración gris o amarronado, suelen aparecer espontáneamente mutantes que tienen una tendencia a tornarse de un color rojo, naranja o amarillo, lo que fue registrado por primera vez en la dinastía Jin (265-420). 
Durante la Dinastía Tang (618-907), era popular criar carpas en estanques ornamentales y jardines acuáticos fundamentalmente de los templos budistas. Una mutación genética natural provocó una coloración dorada (realmente amarillento o anaranjado) en lugar de la coloración amarronada en unos carpines. La gente comenzó a criar la variedad dorada en lugar de la variedad salvaje amarronada, manteniéndola en estanques u otros cuerpos de agua, donde, libre de depredadores, fue fijándose ese nuevo color. En ocasiones especiales en las que se esperaban invitados, los peces podían ser movidos a un contenedor mucho menor.

En la dinastía Nan Song (1127-1279) aparecen en algunos peces los colores rojo y blanco (sarasa) y totalmente blanco nacarado los que son fijados por los criadores. En la dinastía Ming (1368-1644) se desarrolla en China los acuarios de cerámica, pudiendo entonces los peces vivir y ser criados en pequeños recipientes donde no es tan importante la velocidad de natación. En los primeros años de esta dinastía se fijan las variedades de doble cola, de cuerpo redondeado y de falta de aleta dorsal. Seguidamente (1590-1600) aparecen las variedades de ojos telescópicos y los colores cálico y de escamas transparentes. Durante la dinastía Ching (1644-1911) se desarrollan las variedades celestial, oranda, cabeza de tigre, burbuja, pom-pom, perlados, bronce y azul.
En 1603 los peces dorados pasan a Japón, donde además de criarse muchas de las variedades chinas, se producen muchos otros híbridos y se desarrollan las variedades Jikin y Ranchu entre otras. En 1728 estos peces llegan a Europa a través de comerciantes holandeses y rápidamente se distribuyen en occidente.

## Morfología
Los Carassius se caracterizan por su cuerpo compacto y robusto, con una longitud máxima registrada de 65 cm en algunas especies, aunque en la mayoría de las variedades ornamentales su tamaño es notablemente menor, generalmente entre 15 y 30 cm. El cuerpo es grueso, con un pedúnculo caudal corto y ancho, que les proporciona una apariencia sólida y facilita su adaptabilidad a diferentes condiciones de agua.
Una de las características más distintivas de estos peces es la amplia gama de colores y patrones que presentan, especialmente en las variedades domesticadas. Sus pigmentaciones pueden incluir tonos brillantes de rojo, naranja, amarillo, blanco nacarado, crema plateado e incluso negro, azul y calicó (una combinación de múltiples colores). Esta diversidad de colores y formas ha contribuido a su popularidad como peces ornamentales, motivo por el cual se les conoce comúnmente como «peces dorados».
Además de su atractivo visual, las variedades de Carassius pueden mostrar adaptaciones específicas como cuerpos redondeados, aletas caudales dobles, ausencia de aleta dorsal o formas particulares de los ojos, como los ojos telescópicos o los ojos celestiales. Estas características, junto con su resistencia y facilidad de cría, los han convertido en una de las especies más criadas en acuicultura ornamental en todo el mundo.
En cuanto a su biología, los Carassius son omnívoros oportunistas, capaces de alimentarse de una variedad de fuentes, como plantas acuáticas, pequeños invertebrados y detritos orgánicos. Este rasgo les permite adaptarse a una amplia gama de hábitats, desde lagos y estanques hasta ríos y cuerpos de agua artificiales.
A pesar de su resistencia, las condiciones de mantenimiento, como la calidad del agua, la temperatura y la alimentación, son factores cruciales para garantizar su salud y longevidad. En condiciones ideales, los Carassius pueden vivir hasta 20 años o más, lo que subraya su capacidad de adaptarse a ambientes estables y bien cuidados.

## Hábitat
Son peces bentopelágicos que habitan en lagos ricos en vegetación y ríos de aguas lentas, de climas entre templados a tropicales. Suelen ser omnívoros, alimentándose de plantas, detritos y pequeños invertebrados. Toleran bien el frío, la contaminación y los bajos niveles de oxígeno en el agua, lo que los hace idóneos para adornar estanques de parques humanizados.
Tolera bien las fluctuaciones de acidez , no soporta la salinidad del agua a largo plazo a un nivel de mineralización superior a 10 g / l, así como un flujo rápido de agua, pero tolera fácilmente las altas temperaturas, hasta 35-36 °C (la población del Baikal de carpa cruciana puede soportar temperaturas de hasta 45 °C).
Vive en cuerpos de agua limosos y cubiertos de vegetación, donde el contenido de oxígeno a veces cae a 1-2 mg/l. En canteras de turba y depósitos limosos, se entierra a gran profundidad, donde puede sobrevivir a un enfriamiento bastante largo del fondo a temperaturas negativas.
En 1871, en las "Notas sobre Pesca", se da la siguiente descripción:
Las dos últimas razas de peces: la tenca y la carpa cruciana tienen un carácter especial, solo les son peculiares. Se les puede llamar fangosos, porque solo se crían en abundancia donde el agua está quieta y su fondo está cubierto de barro. Tina es su ambiente; para el invierno, se atascan decisivamente en él y permanecen vivos incluso cuando, en inviernos crueles sin nieve, en estanques y lagos poco profundos toda el agua se congela y solo queda lodo húmedo y fangoso en el fondo.

## Clasificación sistemática
Carassius es un género de peces de aletas radiadas de la familia Cyprinidae. La mayoría de las especies de este género se conocen comúnmente como carpas crucianas, aunque ese término a menudo se refiere específicamente a Carassius carassius. La especie más conocida es el pez dorado (C. auratus). Tienen una distribución geográfica euroasiática, aparentemente originaria de un lugar más al oeste que las carpas típicas (género Cyprinus, que incluye la carpa común, Cyprinus carpio).
Las especies del género Carassius no están estrechamente relacionadas con las carpas típicas del género Cyprinus, sino que forman un linaje más basal de la subfamilia Cyprininae.

## Especies
De acuerdo con FishBase, este género comprende las siguientes especies:
- Carassius auratus (Linnaeus, 1758)
- Carassius carassius (Linnaeus, 1758)
- Carassius cuvieri (Temminck y Schlegel, 1846)
- Carassius gibelio (Bloch, 1782)
- Carassius langsdorfii (Temminck & Schlegel, 1846)

De acuerdo con Registro Mundial de Especies Marinas, solo comprende:
- Carassius carassius (Linnaeus, 1758)
- Carassius gibelio (Bloch, 1782)
- Carassius auratus (Linnaeus, 1758) representado como Carassius auratus auratus (Linnaeus, 1758).

De acuerdo con el Sistema Integrado de Información Taxonómica, comprende:
- Carassius auratus (Linnaeus, 1758)
- Carassius carassius (Linnaeus, 1758)
- Carassius cuvieri (Temminck y Schlegel, 1846)
- Carassius gibelio (Bloch, 1782)

## Acuariología
Algunas especies son criadas en acuicultura para su comercialización como peces de acuario o de estanque. Pueden vivir mucho tiempo mantenidos en cautividad, el récord es de 25 años en grupos de 4 o más individuos con tamaño mínimo de acuario de 200 L